# Katalin Novák
Katalin Éva Veresné Novák (ur. 6 września 1977 w Segedynie) – węgierska urzędniczka państwowa i działaczka polityczna, posłanka do Zgromadzenia Narodowego, wiceprzewodnicząca Fideszu (2017–2021), sekretarz stanu w ministerstwie zasobów ludzkich (2014–2020), minister bez teki do spraw rodziny (2020–2021). Prezydent Węgier (2022–2024).

## Życiorys
Od 1996 do 2001 studiowała ekonomię na Uniwersytecie Korwina w Budapeszcie, a od 1999 do 2002 prawo na Uniwersytecie Segedyńskim oraz na Université Paris-Nanterre. Kształciła się również m.in. w Instytucie Nauk Politycznych w Paryżu (2000–2001).
W 2001 rozpoczęła pracę w ministerstwie spraw zagranicznych, specjalizując się w kwestiach europejskich. Była zatrudniona w tym resorcie do 2003. W latach 2004–2010 nie pracowała zawodowo, zajmując się domem i wychowaniem dzieci. W 2010 powróciła do pracy w administracji rządowej. Została wówczas doradczynią ministra spraw zagranicznych. Od 2013 do 2014 była komisarzem do spraw frankofońskich w MSZ. W latach 2012–2014 kierowała także gabinetem ministra zasobów ludzkich. W 2014 powołana na stanowisko sekretarza stanu w Ministerstwie Zasobów Ludzkich, w którym do 2020 odpowiadała za sprawy młodzieży i rodziny. W 2017 wybrana na wiceprzewodniczącą Fideszu. W 2018 uzyskała mandat deputowanej do Zgromadzenia Narodowego.
1 października 2020 objęła urząd ministra bez teki do spraw rodziny w czwartym rządzie Viktora Orbána. W grudniu 2021 została ogłoszona przez premiera Viktora Orbána kandydatką Fideszu na prezydenta Węgier. W tym samym miesiącu ustąpiła z funkcji ministerialnej. W tym samym roku nie kandydowała do kierownictwa Fideszu.
10 marca 2022 parlament wybrał ją na urząd prezydenta Węgier. Stała się pierwszą w historii Węgier kobietą wybraną na ten urząd. Urząd ten objęła 10 maja 2022.
W kwietniu 2023 ułaskawiła wicedyrektora placówki opiekuńczej, który został skazany na karę pozbawienia wolności za tuszowanie przestępstw pedofilskich popełnionych przez swojego przełożonego. Ujawnienie tej sprawy skutkowało w lutym 2024 protestami i żądaniami złożenia przez prezydent rezygnacji. Ostatecznie Katalin Novák 10 lutego 2024 podała się do dymisji, dla której skuteczności wymagana była zgoda parlamentu. Zgromadzenie Narodowe przyjęło jej rezygnację 26 lutego.

## Życie prywatne
Jest zamężna z Istvánem Attilą Veresem, który został dyrektorem w węgierskim banku centralnym. Ma troje dzieci: Ádáma (ur. 2004), Tamása (ur. 2006) i Katę (ur. 2008). Poza językiem węgierskim posługuje się biegle językiem francuskim, angielskim i niemieckim oraz komunikatywnie językiem hiszpańskim.
Jest protestantką, należy do Węgierskiego Kościoła Reformowanego.

## Odznaczenia i wyróżnienia
- Order Świętego Stefana (ex officio, 2022)
- Krzyż Wielki z Łańcuchem i Złotopromienną Gwiazdą Orderu Zasługi (ex officio, 2022)
- Kawaler Legii Honorowej (Francja, 2019)[20]
- Krzyż Komandorski Orderu Zasługi RP (Polska, 2019)[21][22]
- Wielki Łańcuch Orderu Infanta Henryka (Portugalia, 2023)[23]
- Najbardziej wpływowa Węgierka w życiu publicznym według węgierskiej edycji czasopisma „Forbes” (2020)[24]